# 峡门回族乡
峡门回族乡是中华人民共和国甘肃省平凉市崆峒区下辖的一个民族乡。

## 行政区划
峡门回族乡下辖以下村级行政区划单位：
二沟村、湫池村、买家庄村、桂井村、阳坡村、白坡村、唐庄村、吴坡村、王山村、贤太村、峡门村、黑南村、西山村、马山村、王店村、姚树湾村、白家山村、汪陈湾村、颉岭村、关粱村、白杨沟村、山口子村、麻川村和四道沟村。